# Палац праці
Палац праці, відомий також як Прибутковий будинок страхового товариства «Росія» — будівля у Харкові, пам'ятка архітектури місцевого значення, розташована за адресою майдан Конституції, 1.
Під час російського вторгнення будівля була значно пошкоджена внаслідок ракетного удару 2 березня 2022 року.

## Опис
Палац праці розташований між майданом Конституції, Павлівським майданом та вулицею Квітки-Основ'яненка з центральним фасадом по майдану Конституції.
Будівля налічує 6 поверхів: за задумом автора проєкту перший був комерційний, інші п'ять — житлові з 6- і 8-кімнатними квартирами. Будинок має трапецієподібну форму з заокругленими кутами та налічує 3 внутрішні двори всередині.

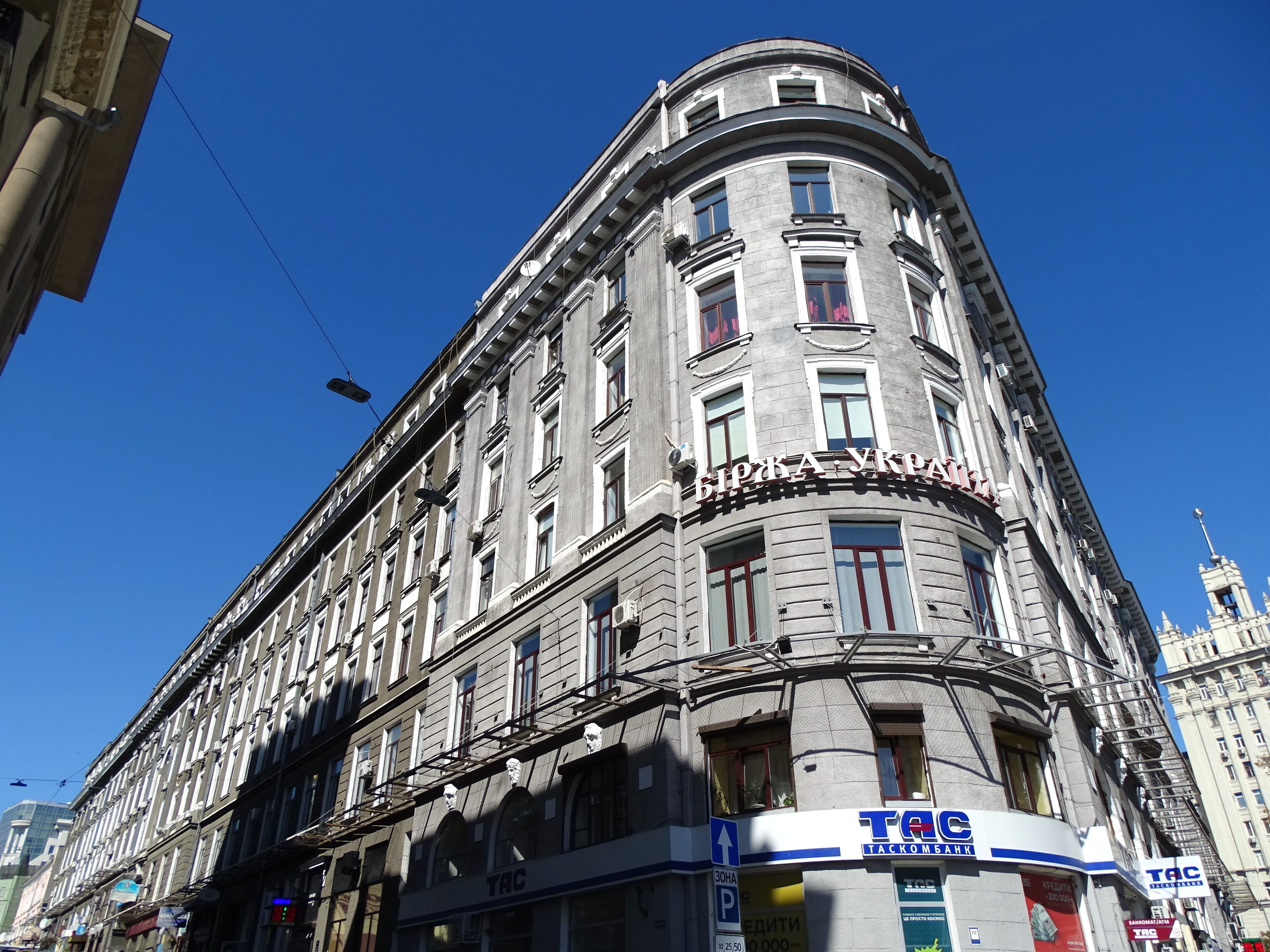
Заокруглені кути Палацу праці
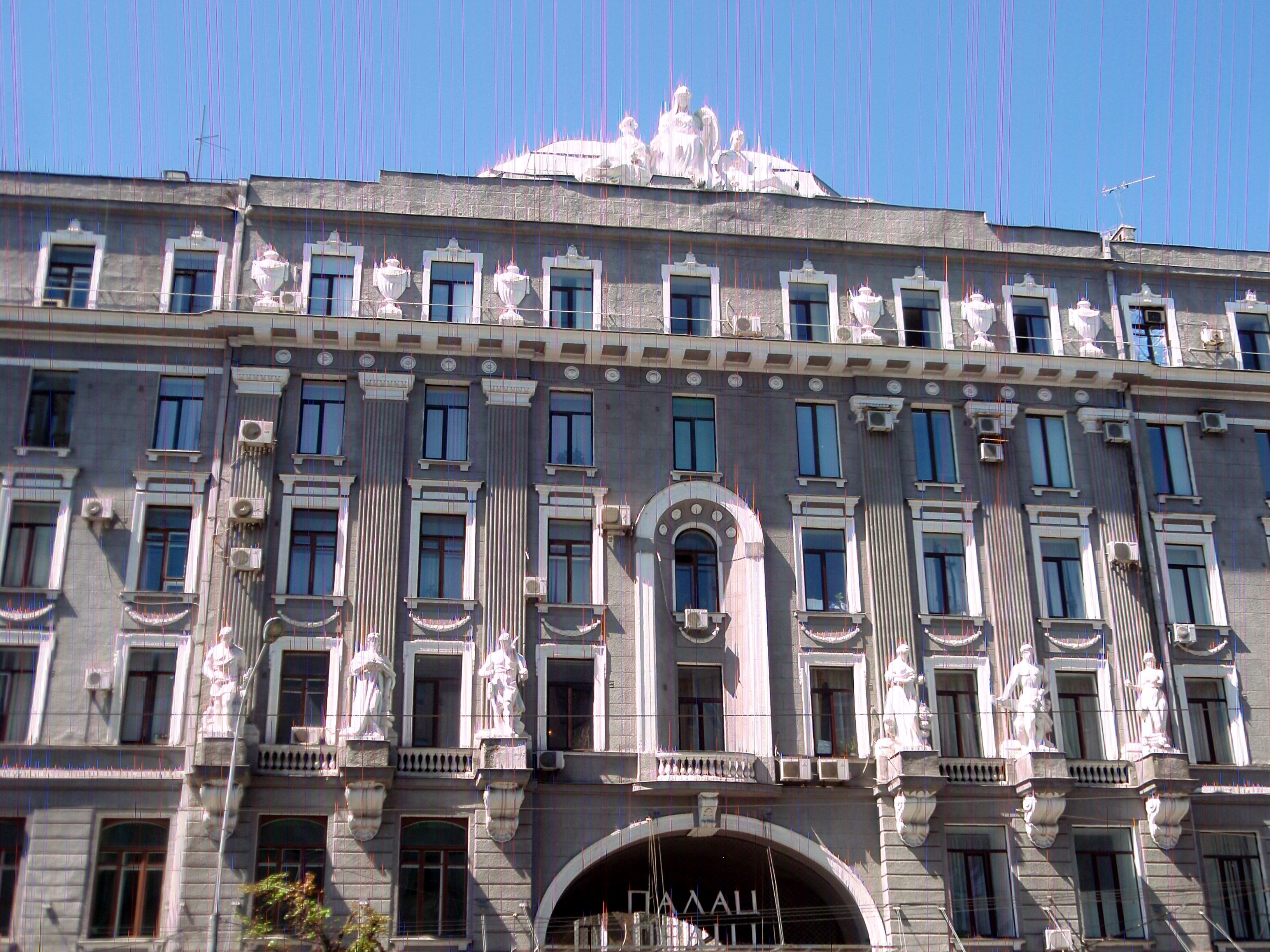
Деталі центрального фасаду
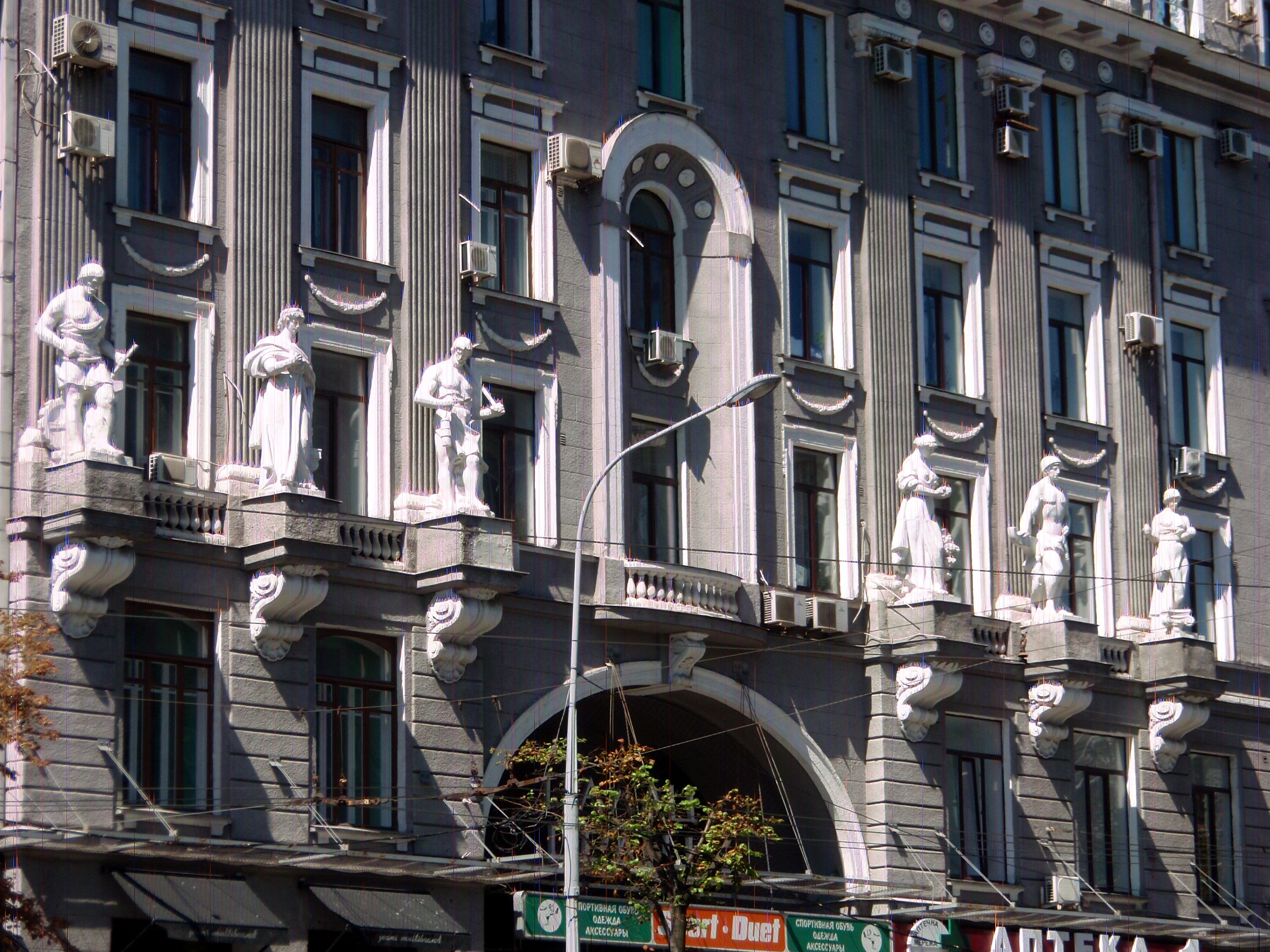
Скульптурна композиція над центральною аркою
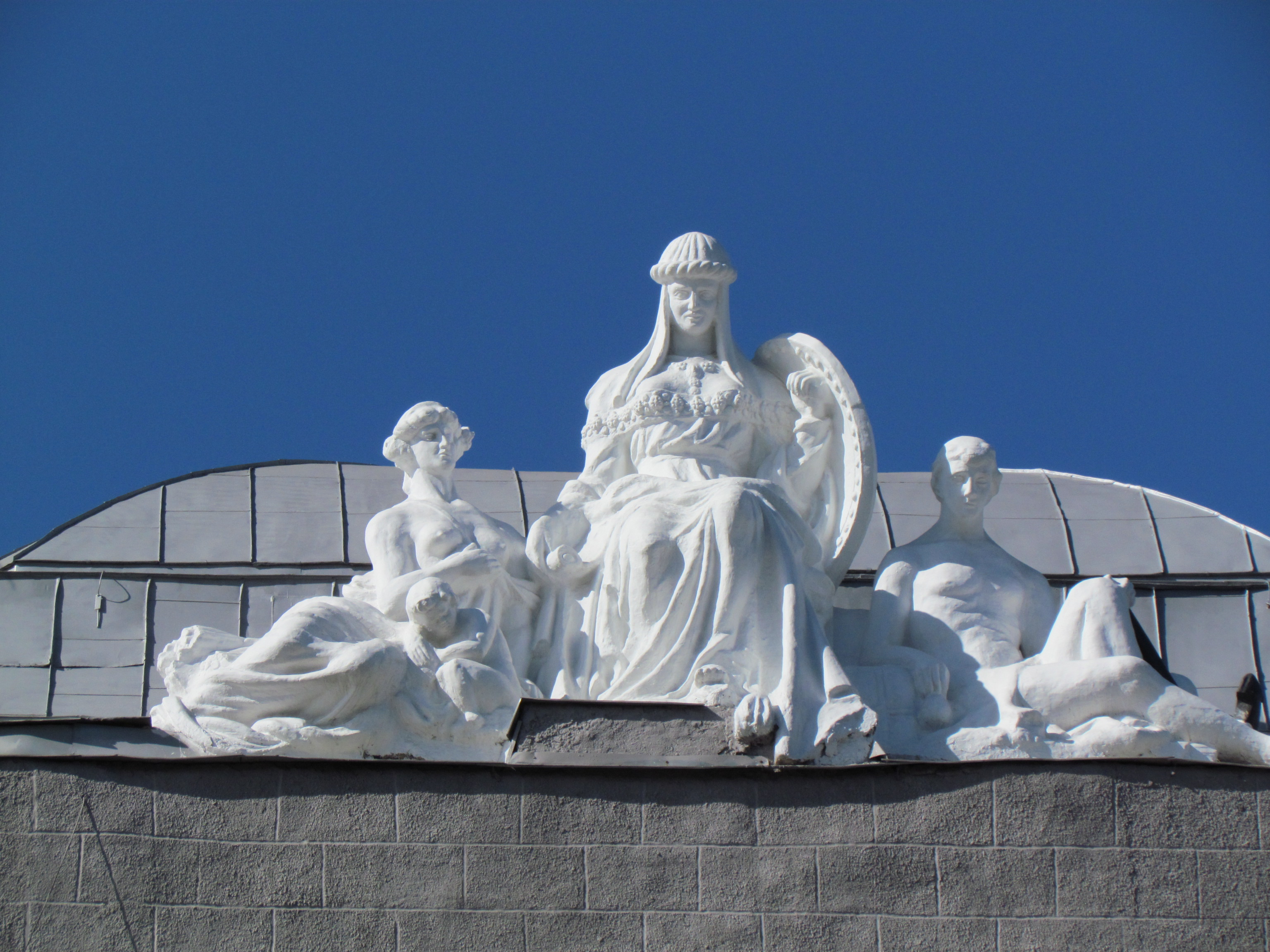
Скульптурна композиція на даху
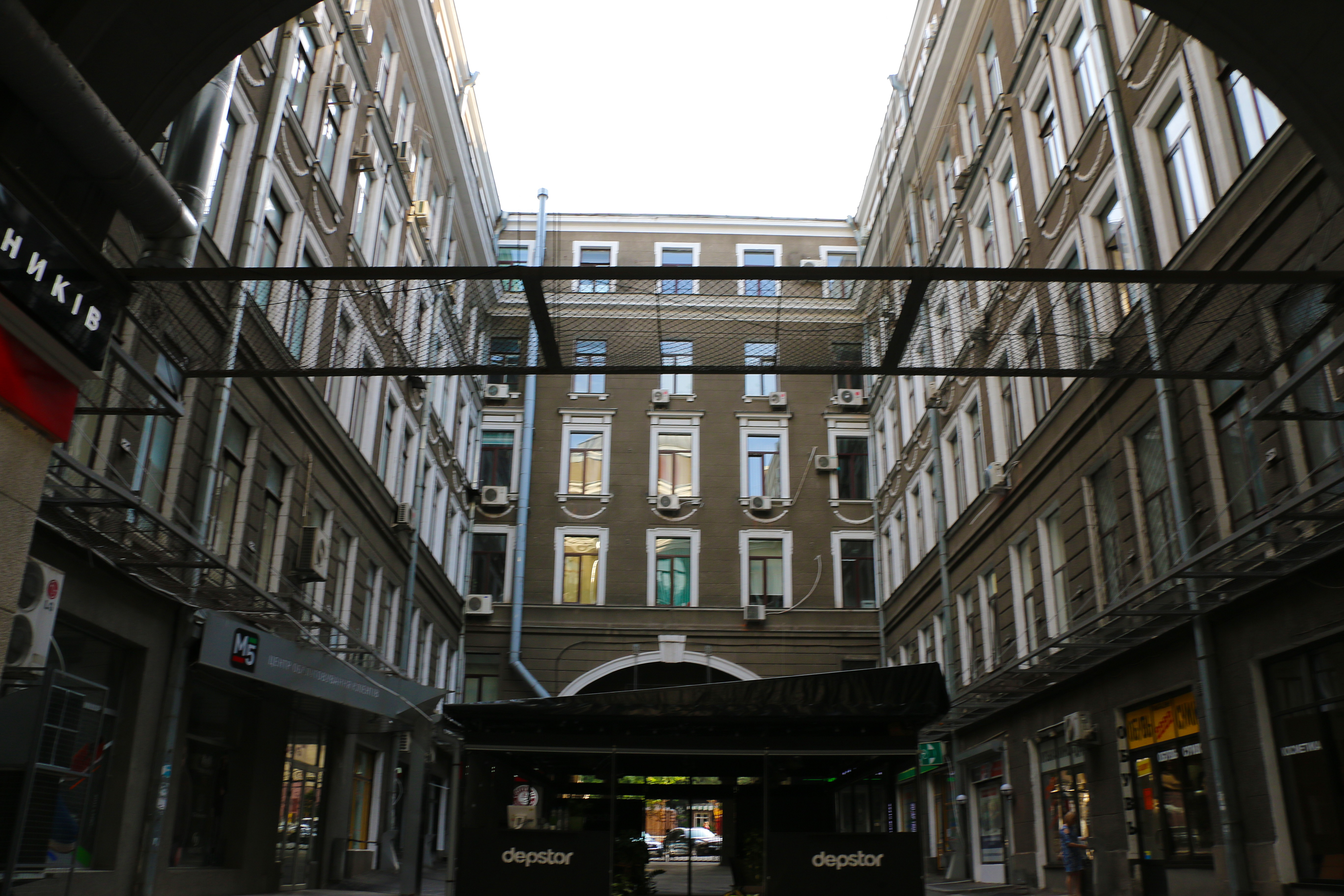
Внутрішній двір

## Історія
На початку XX століття страхове товариство «Росія» скуповувало землю у сучасному центрі Харкова. На одній із таких ділянок протягом 1914—1916 років був побудований прибутковий будинок за проєктом архітектора Іполита Претро.
Після Жовтневого перевороту будинок був націоналізований радянською владою. В його приміщення облаштували Народний комісаріат праці та Всеукраїнська Рада професійних спілок.
2 березня 2022 року під час битви за Харків росіяни обстріляли центральну частину міста, серйозно пошкодивши Палац праці.

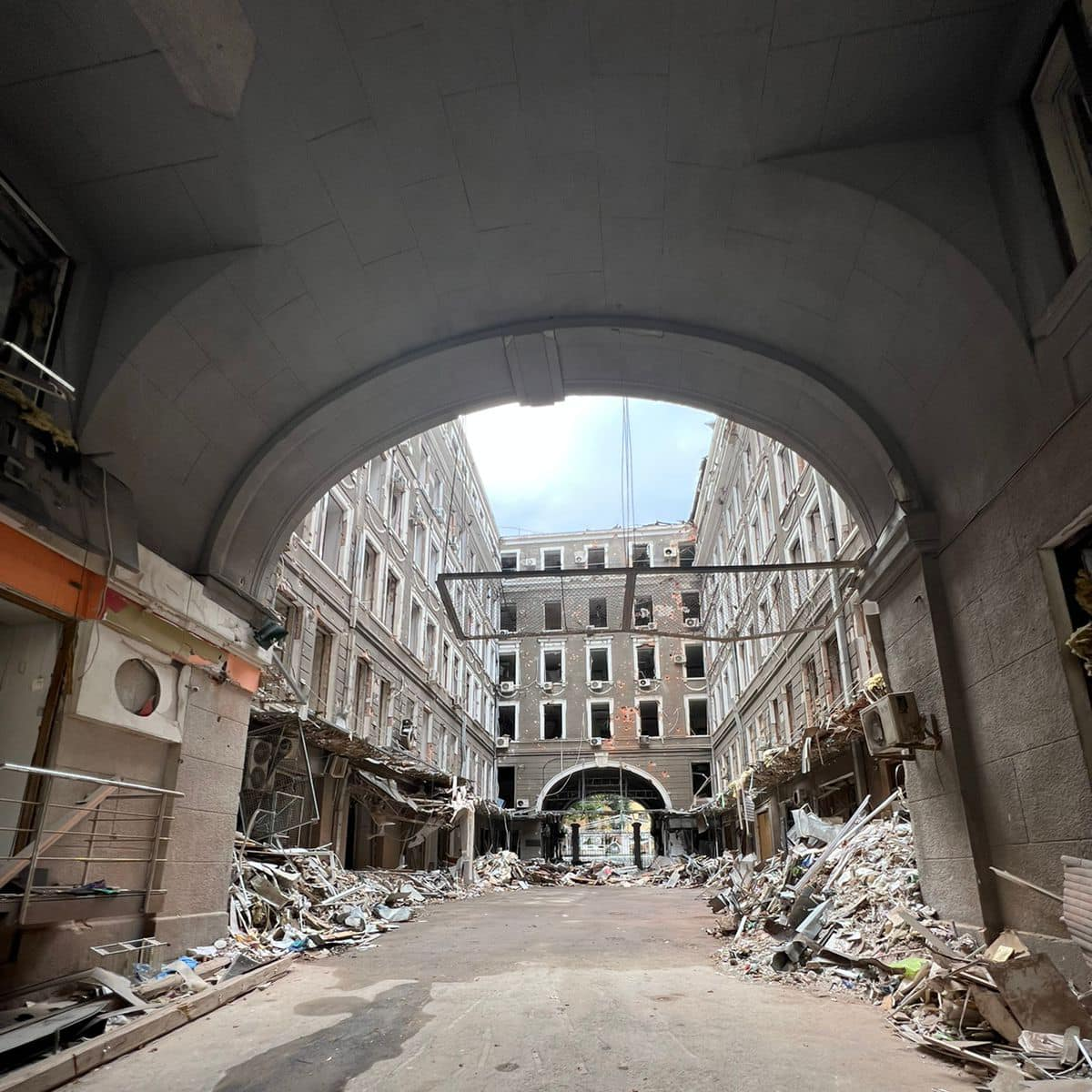
Внутрішній двір після обстрілу 2 березня 2022 року
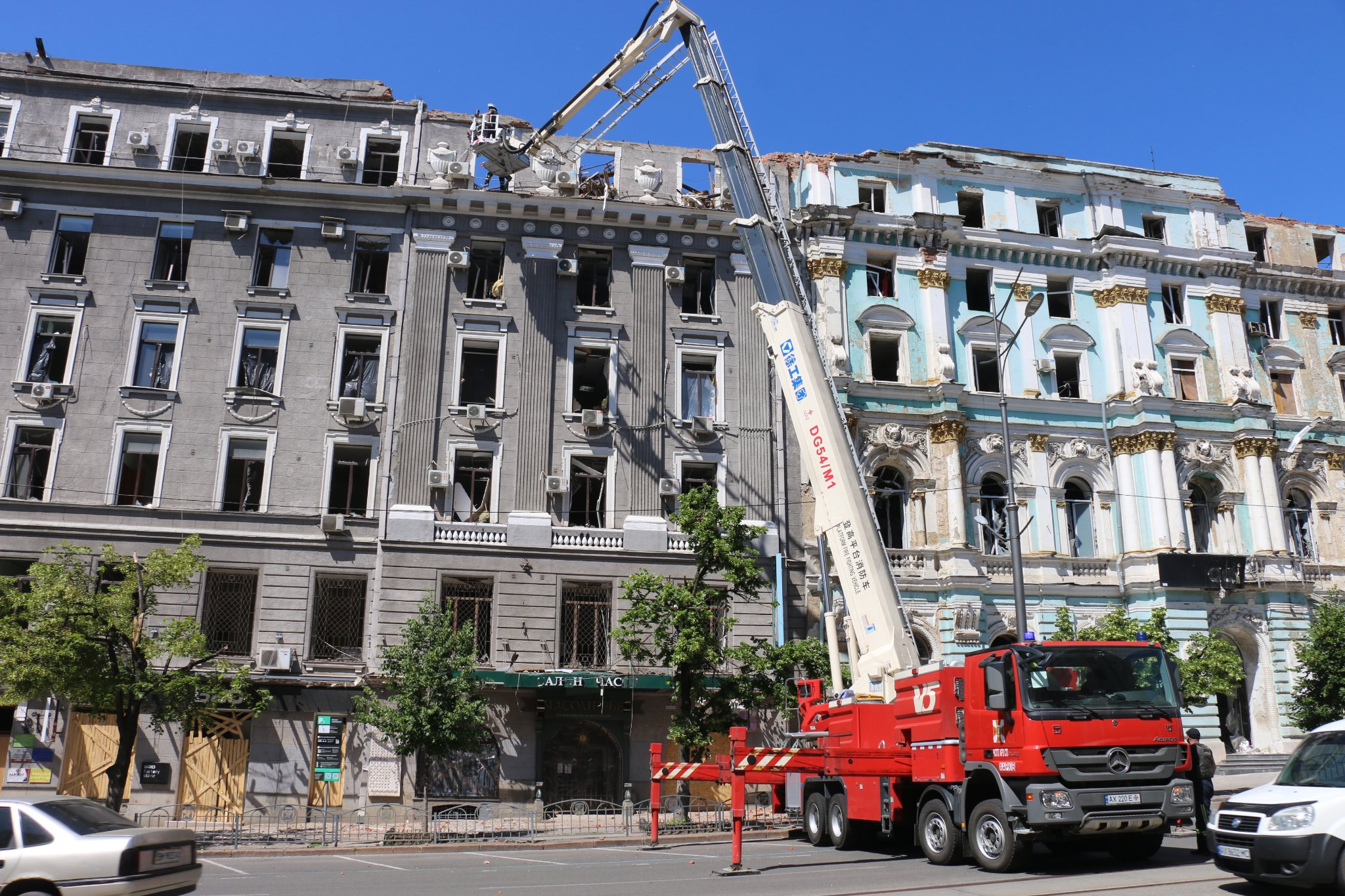
Розбір завалів у червні 2022 року
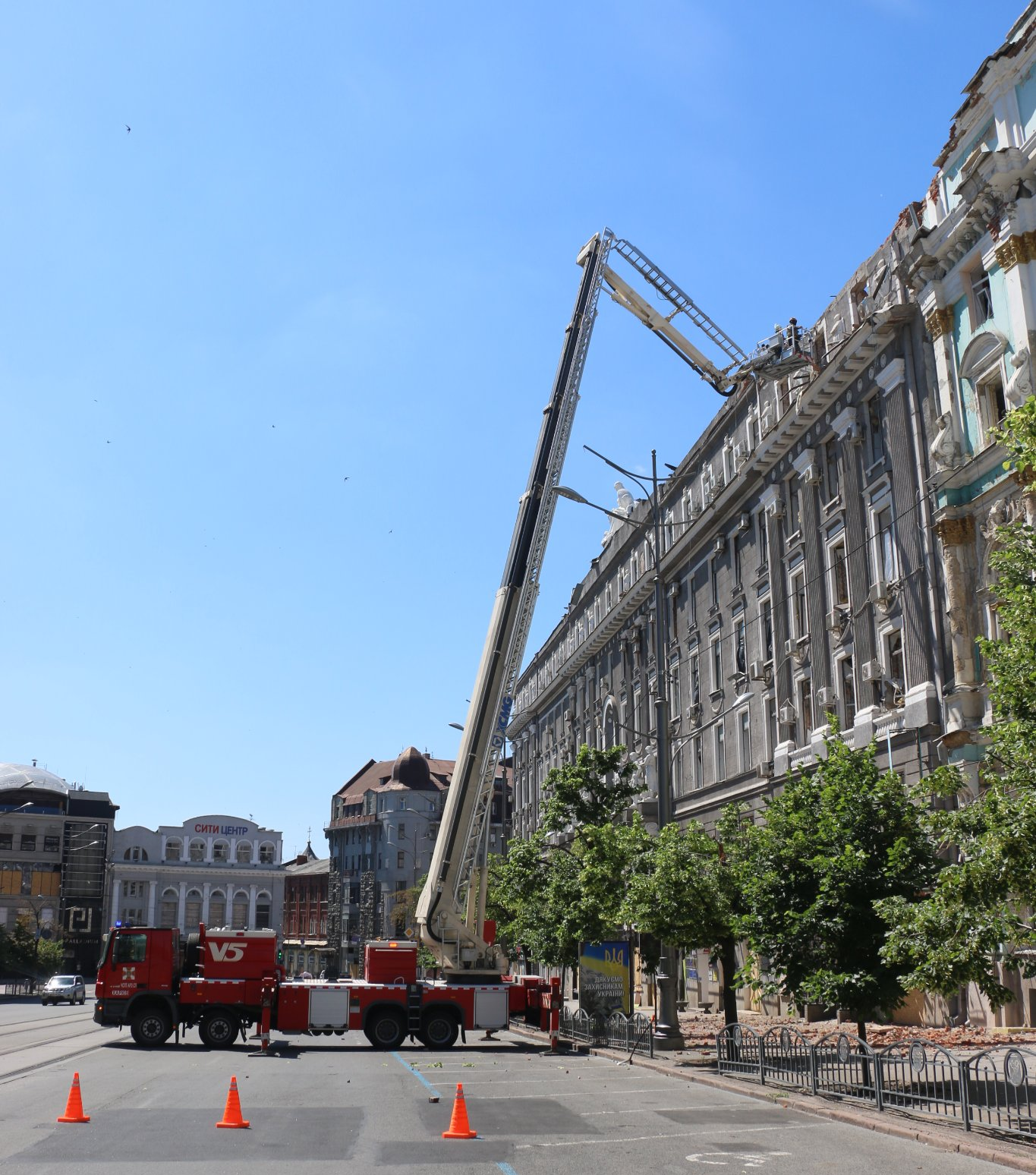
Розбір завалів на майдані Конституції
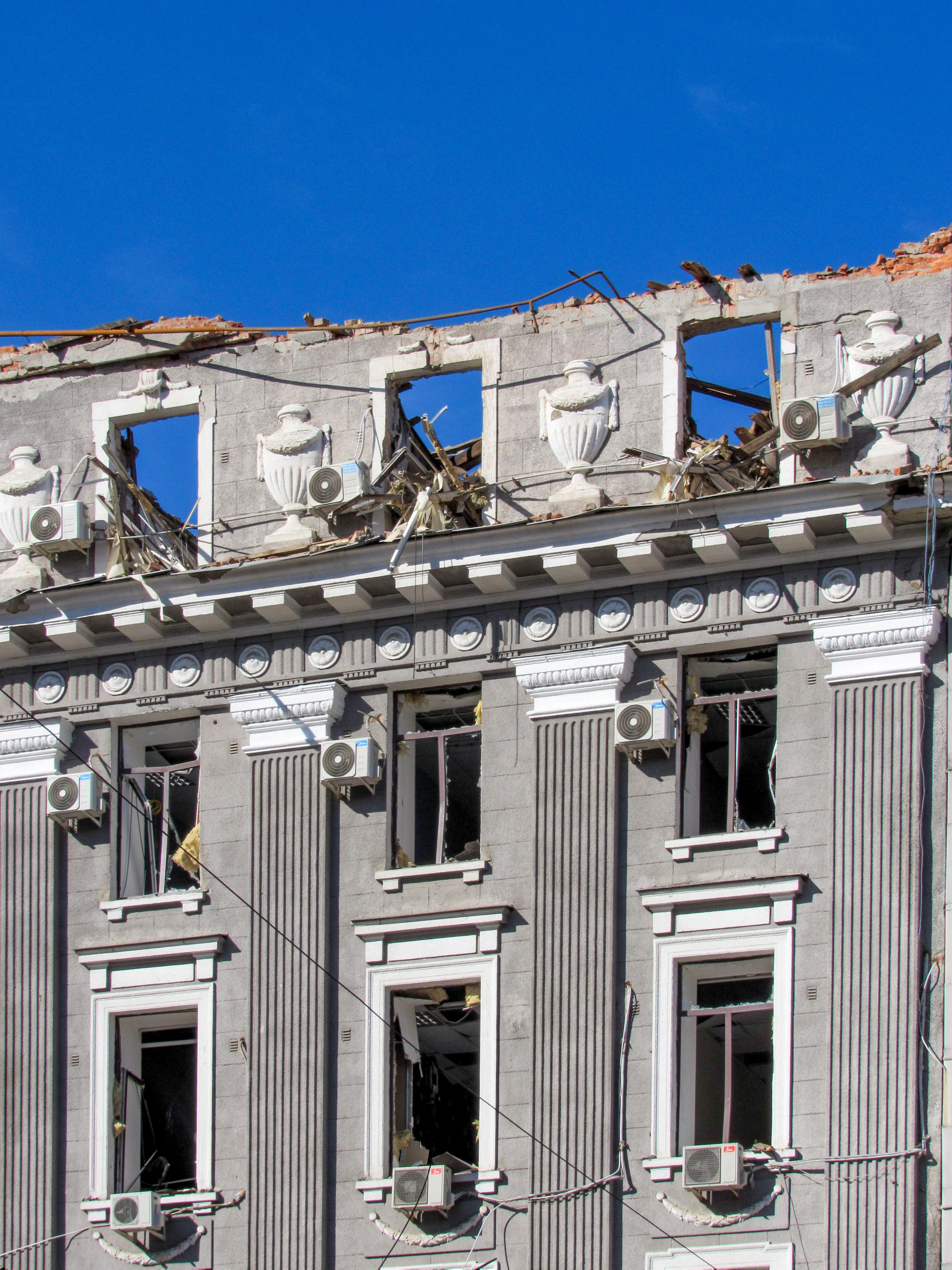
Деталі будівлі після влучання